# Wyżeł pirenejski
Wyżeł pirenejski (wyżeł francuski w typie pirenejskim) – rasa psów należąca do grupy wyżłów, zaklasyfikowana do sekcji wyżłów kontynentalnych w podsekcji psów w typie gończego. Podlega próbom pracy.

## Rys historyczny
Wyżły trafiły na tereny Francji z Hiszpanii w okolicach XIV wieku, jednak już wcześniej psy francuskie, służące do wystawiania zwierzyny, dzieliły się na różne odmiany, tj. długowłosa, z której powstały później francuskie epagneuls oraz odmiana krótkowłosa o silniej zaznaczonych cechach psa gończego, które prezentuje wyżeł pirenejski. Według Räbera cechy psów, których przodkiem był dawny wyżeł hiszpański o umaszczeniu białorudym, są zachowane u większej odmiany wyżła francuskiego zwanej także wyżłem gaskońskim. Pochodzenie wyżłów francuskich jest także przypisywane braques, które były sprowadzane ze wschodu przez uczestników wojen krzyżowych. W połowie XVI wieku następuje wyraźne odgraniczenie psów gończych od wyżłów, a sto lat później pojawia się pierwsza wzmianka o masywnych, hiszpańskich psach braques d'Espagne, które niewiele różnią się od francuskich braques. Te ostatnie w wieku XVII zaczęto zastępować odmianami lżejszymi. Dekrety z XVI wieku surowo zabraniały polowania z wyżłami, przywilej ten rezerwując tylko dla wyższych stanów, które często tworzyły własne, lokalne odmiany wyżłów francuskich. Ludwik XIV był znany z zamiłowania do polowań z udziałem wyżłów, które sam szkolił i którymi osobiście się opiekował. Po rewolucji francuskiej, wiele z tych hodowli zostało rozwiązanych, tylko nieliczne były kontynuowane.
Na pierwszej wystawie psów, organizowanej we Francji w roku 1863, zaprezentowano trzy grupy wyżłów wśród których jedną tworzyły braques français, czyli wyżły francuskie. Do roku 1920 były one hodowane jako jedna rasa, dopiero w okresie międzywojennym został zainicjowany projekt utworzenia z dwóch odmian braques français - dwóch różnych ras, gdzie formę lżejszą i mniejszą stanowi braques français type pyrénées-petite taille.

## Wygląd
Wyżeł pirenejski jest wyglądem zbliżony do wyżła gaskońskiego, jednak oprócz różnic wielkościowych, posiada także kilka cech anatomicznych różniących go od większego braque gascogne. Są to krótsza głowa oraz nie obwisłe fafle. Posiada także krótsze i wyżej osadzone uszy. Wzorzec Wyżła pirenejskiego dopuszcza zarówno kopiowany, jak i naturalny ogon.

### Szata i umaszczenie
Sierść wyżła pirenejskiego jest delikatna i nieco krótsza niż w przypadku psów typu gaskońskiego. Umaszczenie u obu ras występuje takie samo, czyli może być białe w brązowe łaty, cętki lub posiadające oda tego typu znaczenia. Może umaszczenia być także jednolicie brązowe.

## Użytkowość i charakter
Dawniej mniejsze wyżły były hodowane do polowań na ptactwo, szczególnie myśliwi w Pirenejach potrzebowali wyżła lekkiego, który będzie wykonywał tę samą pracę co wyżeł gaskoński, a będzie łatwiejszy w utrzymaniu niż pies o większych proporcjach. Współcześnie jest także hodowany głównie przez myśliwych, którzy cenią go jako psa o dużej pasji łowieckiej, dobrym węchu oraz o łatwym do szkolenia charakterze. Zaliczany jest do wyżłów wytrzymałych i pracujących w różnych warunkach terenowych.